# Batalla de Yamama
La Batalla de Yamama se libró en diciembre de 632 como parte de las Guerras Ridda contra una rebelión dentro del Califato Rashidun en la región de Al-Yamama (en la actual Arabia Saudita) entre las fuerzas de Abu Bakr y Musaylima, un autoproclamado profeta.

## Trasfondo
Después de la muerte de Mahoma, profeta del Islam, muchas de las tribus árabes rompieron las alianzas establecidas con él y se rebelaron contra el Estado de Medina. El califa Abu Bakr organizó once tropas para tratar con los rebeldes. Abu Bakr nombró a Ikrimah comandante de una de las tropas. Las órdenes de Ikrimah eran avanzar y hacer contacto con las fuerzas de Musaylima en Yamamah, pero no implicarse en batalla con él. Ikrimah contaba con fuerzas insuficientes para atacar un enemigo abrumadoramente más numeroso. Khalid ibn al-Walid fue escogido para comandar las fuerzas opositoras a Musaylima después de tratar con otros grupos pequeños de apóstatas. La intención de Abu Bakr al dar a Ikrimah esta misión era atar a Musaylimah a Yamamah. Con Ikrimah en el horizonte, Musaylimah quedaría a la expectativa de un ataque y así no sería capaz de dejar su base. Con Musaylimah tan comprometido, Khalid sería libre de enfrentarse a los rebeldes de la Arabia norcentral sin interferencia de Yamamah. Ikrimah avanzó con su tropa y estableció un campamento en algún lugar de la región de Yamamah.
La ubicación de tal campamento se desconoce. Desde esa base mantuvo las fuerzas de Bani Hanifa bajo observación mientras permanecía a la espera de instrucciones del califa, y la presencia de Ikrimah tuvo el efecto deseado de mantener a Musaylimah en Yamamah. 
El paso siguiente ha sido citado directamente y está escrito en forma de leyenda o épica con una moraleja final. 
Cuando Ikrimah recibió informes de la derrota de Tulayha por Khalid, empezó a impacientarse. Ikrimah era un hombre osado y un general enérgico, pero  carecía de la fría paciencia y juicio de Khalid – cualidades que distinguen al comandante audaz de uno temerario. Lo siguiente que Ikrimah oyó era que Shurahbil ibn Hasana marchaba para unírsele. A Shurahbil también le había sido dada una tropa por el califa con órdenes similares a las de Ikrimah, aguardar instrucciones. En unos días Shurahbil estaría con él. Entonces llegaron noticias de cómo Khalid había derrotado a las fuerzas de Salma, una líder rebelde a la que dio muerte en la batalla de Zafar. Ikrimah ya no pudo esperar más, y puso su tropa en movimiento a finales de octubre de 632 (finales de Rajab, 11 Hijri). Fue derrotado por Musaylimah. Escribió a Abu Bakr y le dio cuenta completa de sus acciones. Abu Bakr se enfureció por la imprudencia de Ikrimah y su desobediencia a las órdenes dadas. Abu Bakr le ordenó marchar a Mahra para ayudar a Arfaja y después ir a Yemen a ayudar a Muhajir. Shurahbil quedó a la espera de órdenes en Yamamah. Para asegurarse que no caería en el error de Ikrimah, Abu Bakr le escribió: "Permanece donde  estás y espera más instrucciones."
El califa envió a Khalid con la misión de destruir las fuerzas de Musaylimah en Yamamah. Además de su amplio ejército propio, Khalid también tendría bajo su mando la tropa de Shurahbil. Khalid cabalgó hasta Butah donde sus tropas anteriores esperaban. Entretanto, el califa escribió a Shurahbil para que se pusiera a las órdenes de Khalid. Pero pocos días antes de la llegada de Khalid, Shurahbil cayó en la misma tentación que Ikrimah; avanzó y chocó con Musaylimah, siendo también derrotado. Khalid obtuvo noticias de que Musaylimah acampaba en la llanura de Aqraba con un ejército de 40.000 guerreros. Las dos victorias sobre Ikrimah y Shurahbil habían aumentado su confianza y creado un aura de invencibilidad alrededor de Musaylima.

## Segundo ataque de los musulmanes
A las órdenes de Khalid, el ejército  musulmán avanzó, lanzando varios ataques sucesivos. La carga más terrible inundó de sangre el uadi. Como resultado, esta barranca se conoció como Shueib-ud-Dam (Barranca de sangre), y ese es aun su nombre. Cuando los guerreros se retiraron a descansar, ambas fuerzas estaban en tablas.
La fase próxima de la batalla, conocida como el segundo ataque de los musulmanes, está envuelta en leyendas sobre la victoria sobre los apóstatas.

## Última fase de la batalla
Solo un tercio del ejército de Musaylimah se mantenía en condiciones de luchar, y esta parte se retiró  a un jardín amurallado mientras Muhakim (comandante del ala derecha) cubría su retirada con una pequeña retaguardia. Pronto los musulmanes llegaron al jardín amurallado, donde unos 7.000 rebeldes, Musaylimah entre ellos, se habían refugiado, cerrando el portal. Los musulmanes estaban ansiosos por entrar y terminar el trabajo.
Un soldado musulmán, Al-Bara' ibn Malik, le pidió a sus camaradas que le ayudaran a trepar el muro y una vez arriba matar a los guardias. El soldado luego saltó al jardín y abrió la puerta. Los musulmanes entraron y la última fase de la Batalla de Yamamah comenzó.

### El Jardín de la Muerte
Los rebeldes retrocedieron. La lucha se volvió encarnizada. Pero Musaylimah todavía luchaba: no tenía la menor intención de rendirse. Cuando el frente se acercó a él, entró al combate. La última fase de la batalla llegó a su clímax. El ejército musulmán presionaba a los rebeldes por todas partes. Musaylimah se convirtió en el objetivo de Wahshi ibn Harb (el mismo hombre que había matado a Hamza, el tío de Mahoma, en la Batalla de Uhud). Lanzó la misma jabalina que había utilizado para matar a Hamza ibn ‘Abd al-Muttalib y se clavó en el estómago de Musaylimah; que al momento fue decapitado por Abu Dujana. La noticia de la muerte de Musaylimah provocó la derrota de sus fuerzas. El jardín donde esta última fase de la batalla tuvo lugar fue conocido como el "Jardín de la Muerte", en su interior habían caído 7.000 rebeldes.

### Consecuencias
La rebelión dentro del imperio Rashidun fue aplastada.

## Impacto
La batalla jugó un importante papel para motivar a Abu Bakr a completar la recopilación definitiva del Corán. Durante la vida de Mahoma, muchas partes del Corán se dispersaron entre sus compañeros, en gran parte como posesión privada. Sin embargo, más de 70 huffaz (musulmanes que habían memorizado el Corán) fueron muertos en Yamama. Consiguientemente, ante la insistencia de su futuro sucesor Umar, Abu Bakr ordenó la recolección de las piezas supervivientes del Corán en una única copia estándar.